# Doorfietsroute Ede-Wageningen
De doorfietsroute Ede-Wageningen is een geplande fietssnelweg in de provincie Gelderland. De route zal Ede en Wageningen via Bennekom verbinden. De aanleg zal starten in 2022 en de verwachting is dat de hele route gereed zal zijn in 2025.
Op de route is er sprake van meer voorrang voor fietsers, vlak asfalt, weinig obstakels en weinig hinder van ander verkeer. De ambitie is dat mensen vaker de fiets gebruiken voor reizen tussen Ede en Wageningen, van 5000 fietsers per dag voor de aanleg tot 7000 per dag erna. De route wordt 8,4 km lang.
De kosten van de route zijn geschat op ruim 20 miljoen euro en worden betaald door de gemeentes Ede en Wageningen, de provincie Gelderland en het Rijk. De samenwerkingsovereenkomst werd getekend in december 2021.

## Tracé
De doorfietsroute begint in het centrum van Ede en volgt de Stationsweg, die wordt ingericht als fietsstraat, naar het station Ede-Wageningen. Het station is naar het oosten verplaatst en van de voormalige voetgangerstunnel is een fietstunnel gemaakt. Aan de zuidkant van het station kruist de route de geplande doorfietsroute Ede-Veenendaal. In het verlengde van de nieuwe fietstunnel wordt een nieuwe tunnel via de Oude Bennekomseweg onder de Emmalaan aangelegd. Hierna volgt de route de bestaande fietspaden langs de Bennekomseweg en Edeseweg. Tussen de rotonde met de Van Balverenweg en het kruispunt bij de Molenstraat worden fietspaden aan weerszijden van de Edeseweg verbreed. De route passeert het centrum van Bennekom via de Kerkhoflaan. Bij de rotonde met de Kierkamperweg loopt een aftakking van de route naar de campus van Wageningen University & Research. De route loopt daarna over de Bovenweg en Grintweg naar de Nijenoord Allee en Hoevestein in Wageningen. Hoevestein wordt ingericht als fietsstraat en bij het kruispunt met de Churchillweg krijgen fietsers voorrang. De Churchillweg, die ook ingericht wordt als fietsstraat, wordt gevolgd tot Stadsbrink, het einde van de route. Verderop bij het 5 Mei Plein begint het Nederrijnpad, de fietssnelweg tussen Wageningen en Arnhem.